# Guilty (Arrow)
Guilty es el sexto episodio de la tercera temporada y quincuagésimo segundo episodio a lo largo de la serie estadounidense de drama y ciencia ficción, Arrow. El episodio fue escrito por Eric Oleson & Keto Shimizu y dirigido por Peter Leto. Fue estrenado el 12 de noviembre de 2014 en Estados Unidos por la cadena The CW.
Después de que un cuerpo sin vida fuera encontrado en el Wildcat, Ted Grant se convierte en el principal sospechoso del homicidio. Mientras tanto, Laurel y Oliver discuten sobre la inocencia de Ted y Roy comparte un secreto con Felicity. En un flashback, cuando Maseo necesita que Oliver recuerde el lugar donde un informante de China White escondió información confidencial, le pide a Tatsu que ayude a estimular la memoria de Oliver.

## Elenco
- Stephen Amell como Oliver Queen/la Flecha.
- Katie Cassidy como Laurel Lance.
- David Ramsey como John Diggle.
- Willa Holland como Thea Queen (crédito solamente).
- Emily Bett Rickards como Felicity Smoak.
- Colton Haynes como Roy Harper/Arsenal.
- John Barrowman como Malcolm Merlyn/Arquero Oscuro (crédito solamente).
- Paul Blackthorne como el capitán Quentin Lance.

## Continuidad
- El episodio marca la primera aparición de Carrie Cutter.
- Tatsu Yamashiro fue vista anteriormente en The Calm.
- Maseo Yamashiro fue visto anteriormente en The Magician.
- En este episodio se revela que Ted Grant fue un vigilante años atrás.
- Roy revela a Oliver y Laurel que él asesinó a Sara.

- Mediante una técnica de meditación, Oliver ayuda a Roy a aclarar su mente y a descubrir que asesinó a un oficial de policía y no a Sara.

- Oliver sugiere que Roy use el nombre de Arsenal como vigilante.

- Arsenal es una de las tres identidades por las cuales Roy Harper es conocido en los cómics.

## Desarrollo

### Producción
La producción de este episodio comenzó el 26 de agosto y terminó el 4 de septiembre de 2014.

### Filmación
El episodio fue filmado del 5 de septiembre al 16 de septiembre de 2014.

### Casting
El 29 de agosto de 2014 se dio a conocer que Amy Gumenick fue seleccionada para interpretar a Carrie Cutter, una admiradora con un enamoramiento peligrosamente obsesivo hacia la Flecha.

## Recepción

### Recepción de la crítica
Jesse Schedeen de IGN calificó al episodio como mediocre y le otorgó una puntuación de 5.7, comentando: "Arrow continúa sufriendo mientras introduce más personajes nuevos y se esfuerza por construir un conflicto global para la temporada 3. Guilty debería haber sido una plataforma muy necesaria para Roy después de semanas de abandono. En cambio, fue marginado en favor de Ted Grant y su propio ex compañero. Hubo algunos momentos destacados de esta semana (la lucha entre Ollie y Ted, en particular), pero la escritura en general fue demasiado entrecortada y se centraron en los elementos equivocados".